# 1145
El 1145 (MCXLV) fou un any comú començat en dilluns del calendari julià.

## Esdeveniments
- Invasió de la península Ibèrica pels almohades.

## Naixements
- València: Ibn Jubayr, escriptor andalusí.